# If I Could Only Remember My Name
Albums de David Crosby
Oh Yes I Can
(1989)
If I Could Only Remember My Name... est le premier album solo de l'auteur-compositeur-interprète américain David Crosby, sorti en février 1971 sur Atlantic Records.

## Histoire
Les musiciens invités sur l'album comprenaient Graham Nash, Neil Young, Joni Mitchell et des membres de Jefferson Airplane, Michael Shrieve et Gregg Rolie de Santana et les Grateful Dead. L'ensemble reçoit le surnom informel de The Planet Earth Rock and Roll Orchestra.
C'est l'un des quatre albums sortis par chaque membre de Crosby, Stills, Nash & Young à la suite de leur disque Déjà Vu, avec After the Gold Rush de Neil Young (septembre 1970), Stephen Stills de Stephen Stills (novembre 1970) et Songs for Beginners de Graham Nash (mai 1971). Les quatre connaissent de très bonnes ventes ; celui de Crosby atteint la 12e place du classement Billboard Top LPs et il est certifié disque d'or aux États-Unis.

## Titres
1. Music Is Love (Crosby, Nash, Young) - 3:16
2. Cowboy Movie (Crosby) - 8:02
3. Tamalpais High (At About 3) (Crosby) - 3:29
4. Laughing (Crosby) 5:20
5. What Are Their Names (Crosby, Garcia, Lesh, Shrieve) - 4:09
6. Traction in the Rain (Crosby) - 3:40
7. Song With No Words (Tree With No Leaves) (Crosby) - 5:53
8. Orleans (traditionnel) - 1:56
9. I'd Swear There Was Somebody Here (Crosby) - 1:19
Titre bonus de la réédition 2006
10. Kids and Dogs (Crosby) - 7:01

## Musiciens
Music Is Love
- David Crosby - Guitare / Chant
- Graham Nash - Guitare / Chant
- Neil Young - Guitare / Basse / Vibraphone / Congas / Chant

Cowboy Movie
- David Crosby - Guitare / Chant
- Jerry Garcia - Guitare
- Phil Lesh - Basse
- Mickey Hart - Batterie
- Bill Kreutzmann - Tambourin

Tamalpa's High (At About 3)
- David Crosby - Guitare / Chant
- Jerry Garcia - Guitare solo
- Jorma Kaukonen -  Guitare
- Phil Lesh - Basse
- Bill Kreutzmann - Batterie

Laughing
- David Crosby - Guitare / Chant
- Graham Nash - Chant
- Joni Mitchell - Chant
- Jerry Garcia - Guitare Pedal Steel
- Phil Lesh - Basse
- Bill Kreutzmann - Batterie / Tambourin

What Are Their Names
- David Crosby - Guitare
- Neil Young - Guitare
- Jerry Garcia - Guitare
- Phil Lesh - Basse
- Bill Kreutzmann - Batterie
- David Crosby, Paul Kantner, Joni Mitchell, Grace Slick, Jerry Garcia, Phil Lesh, David Freiberg, Graham Nash - The Planet Earth Rock and Roll Orchestra - Chœurs

Traction in the Rain
- David Crosby - Guitare / Chant
- Graham Nash - Chant
- Laura Allan - Autoharpe / Chant

Song with No Words (Tree with No Leaves)
- David Crosby - Guitare / Chant
- Graham Nash - Chant
- Jerry Garcia - Guitare
- Jorma Kaukonen - Guitare solo
- Jack Casady - Basse
- Michael Shrieve - Batterie
- Gregg Rolie - Piano

Orleans
- David Crosby - Guitare / Chant

I'd Swear There's Somebody Here
- David Crosby - Chant